# Lepidopilum virens
Lepidopilum virens là một loài rêu trong họ Daltoniaceae. Loài này được Cardot mô tả khoa học đầu tiên năm 1905.